# HD194822
HD194822 — хімічно пекулярна зоря спектрального класу A4, що має видиму зоряну величину в смузі V приблизно  7,6.
Вона  розташована на відстані близько 707,5 світлових років від Сонця.